# Joseph Paulo

a Compétitions nationales et continentales officielles uniquement.

b Matchs officiels uniquement.
Joseph Paulo, né le 2 janvier 1988 à Auckland en Nouvelle-Zélande, est un joueur néo-zélandais de rugby à XIII d'origine samoane-américaine évoluant au poste de troisième ligne, de deuxième ligne ou de demi d'ouverture. Il fait ses débuts en National Rugby League en 2008 sous les couleurs des Penrith Panthers avant de rejoindre les Parramatta Eels en 2011. Il prend part également à deux éditions de la Coupe du monde, tout d'abord en 2008 avec les Samoa puis en 2013 avec les États-Unis.

## Biographie
Joseph Junior est né à Auckland en Nouvelle-Zélande et passe son enfance en Australie, il est issu d'une famille d'origine samoan-américain. Dans ses jeunes années, il est retenu dans l'équipe junior d'Australie de rugby à XIII. Il fait ses débuts en National Rugby League en 2008 sous les couleurs des Penrith Panthers avant de rejoindre les Parramatta Eels en 2011.
Il prend part également à deux éditions de la Coupe du monde, tout d'abord en 2008 avec les Samoa puis en 2013 avec les États-Unis. Artisan d'une victoire en match de préparation pour ce dernier évènement contre la France, Joseph Paulo poursuit sur cette lancée et est élu homme du match lors du second match des États-Unis en Coupe du monde à l'occasion de leur victoire contre le pays de Galles 24-20 avec un essai et deux conversions.

## Palmarès
- Collectif :
  - Vainqueur de la Super League : 2019[1] et 2020[1] (St Helens).
  - Finaliste de la Challenge Cup : 2019 (St Helens).